# Кевринлампи
Кевринлампи — озеро на территории Ребольского сельского поселения Муезерского района Республики Карелия.

## Общие сведения
Площадь озера — 0,8 км², площадь водосборного бассейна — 6,6 км². Располагается на высоте 175,7 метров над уровнем моря.
Форма озера продолговатая: немного вытянуто с северо-востока на юго-запад. Берега каменисто-песчаные, местами заболоченные.
Из северо-восточной оконечности озера вытекает короткая протока, впадающая в Лексозеро, откуда через реки Сулу и Лендерку воды в итоге попадают в Балтийское море.
Ближе к юго-восточному берегу озера расположен один относительно крупный (по масштабам водоёма) остров без названия.
С восточной стороны озера проходит дорога местного значения 86К-174 («Реболы — Лендеры — госграница»).
Код объекта в государственном водном реестре — 01050000111102000010250.